# Hypsipetes olivaceus
Il bulbul di Mauritius (Hypsipetes olivaceus Jardine & Selby, 1837) è un uccello della famiglia Pycnonotidae, endemico di Mauritius.

## Conservazione
La IUCN Red List classifica Hypsipetes olivaceus come specie vulnerabile.